# Герб на Чувашия
Гербът на Чувашия представлява хералдически щит на жълто поле, на който е изобразено „Дървото на живота“, израстващо от чувашката земя. Дървото на живота е знак на дългия път, извървян от чувашкия народ. Пурпурният (тъмночервен) цвят на дървото и най-долната част от щита символизират извечното стремление на чувашите към свобода, която му е позволила да съхрани своите традиции и самобитност. Светложълтият цвят символизира Слънцето, дарявашо живот на всички на Земята. Според чувашките народни представи жълтият цвят е най-красивият от всички цветове.
Над хералдическия щит са изобразени три осмоъгълни звезди. Осмоъгълната звезда е еднин от най-разпространените елементи в орнаментите на народната чувашка шевица, изразяваща красота и съвършенство.
Стилизираните хмелови листа в двата края на лентата под щита символизират богатството на Чувашия, която често заради хмеловите плантации е наричана „Страната на зеленото злато“. Още в първия договор между киевския княз Владимир Святославич с Волжка България от 985 г. е записано: „Мирът между нашите две страни ще бъде нарушен тогава, когато камъка заплува, а хмелът потъне.“ (Начална руска летопис).
Под щита е изобразена червена лента с жълти кантове по края ѝ, на която е написано на чувашки и руски (Чăваш Республики и Чувашская Республика) „Чувашка република“.

## Галерия
- Руски печат с герба на Волжка България (1672)
- Руски герб на Волжка България (1857 г.)
- Герб на Чувашка АССР (1927 г.)
- Герб на Чувашка АССР (1931 г.)
- Герб на Чувашка АССР (1937 г.)
- Герб на Чувашка АССР (1978 г.)